# Hrabstwo Powell (Kentucky)

Piramida wieku hrabstwa

Hrabstwo Powell – hrabstwo w USA, w stanie Kentucky. Według danych z 2010 roku, hrabstwo zamieszkiwało 12613 osób. Siedzibą hrabstwa jest Stanton.

## Miasta
- Clay City
- Stanton